# Останови и обыщи
Останови и обыщи (Stop and frisk; Stop-Question-and-Frisk program) — полицейская практика в Нью-Йорке, при которой офицеры городской полиции останавливают и опрашивают сотни и тысячи пешеходов, обыскивая их на предмет оружия и контрабанды. Правила программы описаны в законе штата New York State Criminal Procedure Law в секции 140.50, которые основаны на решении Верховного суда США по делу Терри против штата Огайо (1968).
В рамках программы с 2006 по 2012 год ежегодно останавливалось около 500 тысяч человек, в 2011 году было остановлено 684 тысяч человек; почти 90 % из них были невиновны. Большинство из них, около 85 %, были афроамериканцами или испаноязычными американцами, что вызвало общественную критику программы, демонстрации против неё, и судебные иски против полиции. Некоторые судьи пришли к выводу, что некоторые из обысков не основывались на обоснованных подозрениях в криминальной деятельности.
За период с 2004 по середину 2012 года по программе было произведено 4,4 миллиона остановок, около половины из которых включали обыск. Порядка 10 % остановленных были арестованы, у 1,5 % обысканных полиция обнаруживала оружие. С 2006 по 2013 год полиция также создавала и хранила базу имен людей, остановленных по программе.